# El Mehdi Chokri
El Mehdi Chokri (Aigle, 23 januari 1997) is een Marokkaans voormalig weg- en baanwielrenner.

## Carrière
In 2014 werd Chokri tweede in het bergklassement van de Ronde van Abitibi, met een achterstand van vijftien punten op zijn landgenoot Abderrahim Zahiri. Twee maanden later nam hij deel aan het wereldkampioenschap.
Het seizoen 2015 begon voor Chokri met de Afrikaanse juniorenkampioenschappen op de weg. In alle drie de onderdelen waar hij aan de start verscheen, behaalde hij een medaille: hij begon met een zilveren in de ploegentijdrit, een dag later won hij brons in de tijdrit en weer twee dagen later kwam hij solo als eerste over de finish tijdens de wegwedstrijd. In juli van dat jaar won hij het bergklassement in de Ronde van Abitibi, waarna hij september wederom deelnam aan het wereldkampioenschap.
In februari 2016 won Chokri een gouden medaille op het onderdeel ploegenachtervolging tijdens de tweede Afrikaanse kampioenschappen baanwielrennen. In september nam hij deel aan de Ronde van Ivoorkust. Hier wist hij een etappe te winnen en eindigde hij in elke rit bij de beste tien (zijn slechtste prestatie was een zesde plek in de derde etappe), wat hem een tweede plek in het eindklassement opleverde.
In mei 2017 werd Chokri nationaal kampioen tijdrijden bij de beloften, voor Abderrahim Zahiri. Een dag later was alleen Zahiri sneller in de wegwedstrijd. In 2018 stond Chokri aan de start van de Ronde van de Belofte, een nieuw opgerichte Kameroense etappekoers. Daar eindigde in elk van de vier etappes bij de beste zeven renners, wat hem de tweede plaats in het eindklassement opleverde. In 2019 won hij nog de zesde etappe en het jongerenklassement in de Ronde van Marokko. In 2020 reed hij voor een jaar bij de opleidingsploeg van Israel Cycling Academy

## Baanwielrennen

### Palmares
| Jaar | MK | AK                                | WK | Overig |
| ---- | -- | --------------------------------- | -- | ------ |
| 2016 |    | Ploegenachtervolging · 5e Scratch |    |        |

## Wegwielrennen

### Overwinningen
2015
Afrikaans kampioen op de weg, Junioren
Bergklassement Ronde van Abitibi
 Marokkaans kampioen tijdrijden, Junioren
2016
4e etappe Ronde van Ivoorkust
2017
 Marokkaans kampioen tijdrijden, Beloften
2019
6e etappe Ronde van Marokko
Jongerenklassement Ronde van Marokko
 Marokkaans kampioen tijdrijden, Beloften
 Marokkaans kampioen tijdrijden, Elite

## Ploegen
- 2017 –  Dimension Data for Qhubeka
- 2018 –  Dimension Data for Qhubeka Continental Team
- 2019 –  Dimension Data for Qhubeka Continental Team
- 2020 –  Israel Cycling Academy

Areruya · Atsbha · de Bod · Chokri · Dlamini · Eyob · Gebreigzabhier · Main · Mugisha · Navarra · Visser · Weldu · van Niekerk (stagiair)
Areruya · de Bod · Chokri · Innocenti · Jones · Main · Molini · Mozzato · Mugisha · Sobrero · Visser · Weldu